# Villers (Vosgi)
Villers è un comune francese di 234 abitanti situato nel dipartimento dei Vosgi nella regione del Grand Est.

## Società

### Evoluzione demografica
Abitanti censiti